# Garry Hay
Garry Hay (* 7. September 1977 in Irvine) ist ein ehemaliger schottischer Fußballspieler. Der in seiner Karriere meist als linker Außenverteidiger spielende Hay kam für seinen Stammverein  FC Kilmarnock zwischen 1999 und 2013 in mehr als 300 Ligaspielen zum Einsatz. Größter Erfolg in der Karriere sollte der Sieg im schottischen Ligapokal im Jahr 2012 über Celtic Glasgow sein.

## Karriere

### Verein
Gary Hay der in Irvine einer Küstenstadt im Südwesten Schottlands geboren wurde, begann seine Karriere im etwa elf Kilometer westlich liegenden Kilmarnock. Für den FC Kilmarnock spielte er von 1995 bis 1999 zunächst in deren Jugend. Sein Debüt bei den Profis gab Hay am 1. Spieltag der Saison 1999/2000 unter Trainer Bobby Williamson gegen die Glasgow Rangers das mit 1:2 verloren wurde. Am 2. Spieltag erzielte er beim 2:0-Heimsieg über den FC Aberdeen beide Tore die ersten, die er zugleich als Profi erzielen konnte. In dieser Zeit spielte er noch als Mittelfeldspieler später wurde Hay allerdings von den nachfolgenden Trainern darunter Jim Jefferies und Mixu Paatelainen zum Außenverteidiger umfunktioniert. Ab Mitte der 2000er Jahre durfte er auch einige Spiele als Mannschaftskapitän von Killie absolvieren. Mit dem FC Kilmarnock erreichte Hay dreimal das Finale um den schottischen Ligapokal, wovon zwei verloren wurden. In der Spielzeit 2000/01 unterlag er im Finale mit 0:1 an Celtic Glasgow gefolgt von der Endspielniederlage 2006/07, in der er als Kapitän fungierte und das mit 1:5 gegen Hibernian Edinburgh verloren wurde. Erst bei der dritten Finalteilnahme 2011/12 konnte er mit Kilmarnock durch einen Sieg gegen Celtic den Pokal gewinnen. Seine Karriere ließ Hay bei Airdrie United in der Scottish League One ausklingen für den er viermal spielte.

### Schottische B-Nationalmannschaft
Am 6. Dezember 2005 kam Hay zu einem Einsatz in der schottischen B-Nationalmannschaft gegen Polen, das mit 2:1 gewonnen wurde. Als Austragungsort diente der Rugby Park, die Heimspielstätte des FC Kilmarnock.